# Championnat du monde féminin de cyclisme sur route des moins de 23 ans
Le championnat du monde féminin de cyclisme sur route des moins de 23 ans est organisé tous les ans depuis 2022 et est ouvert aux coureurs de la catégorie espoirs (moins de 23 ans). L'épreuve est disputée en même temps que l'épreuve élite de 2022 à 2024 inclus.

## Palmarès
| Édition | Or                 | Argent             | Bronze              |
| ------- | ------------------ | ------------------ | ------------------- |
| 2022    | Niamh Fisher-Black | Pfeiffer Georgi    | Ricarda Bauernfeind |
| 2023    | Blanka Vas         | Shirin van Anrooij | Anna Shackley       |
| 2024    | Puck Pieterse      | Neve Bradbury      | Antonia Niedermaier |

## Tableau des médailles
| Rang  | Nation           | Or | Argent | Bronze | Total |
| ----- | ---------------- | -- | ------ | ------ | ----- |
| 1     | Pays-Bas         | 1  | 1      | 0      | 2     |
| 2     | Hongrie          | 1  | 0      | 0      | 1     |
| 2     | Nouvelle-Zélande | 1  | 0      | 0      | 1     |
| 4     | Grande-Bretagne  | 0  | 1      | 1      | 2     |
| 5     | Australie        | 0  | 1      | 0      | 1     |
| 6     | Allemagne        | 0  | 0      | 2      | 2     |
| Total | Total            | 3  | 3      | 3      | 9     |